# La Hallotière
La Hallotière és un municipi francès situat al departament del Sena Marítim i a la regió de Normandia. L'any 2007 tenia 129 habitants.

## Demografia

### Població
El 2007 la població de fet de La Hallotière era de 129 persones. Hi havia 48 famílies de les quals 12 eren unipersonals (12 homes vivint sols), 20 parelles sense fills i 16 parelles amb fills.
La població ha evolucionat segons el següent gràfic:
Habitants censats

### Habitatges
El 2007 hi havia 78 habitatges, 54 eren l'habitatge principal de la família, 22 eren segones residències i 2 estaven desocupats. Tots els 78 habitatges eren cases. Dels 54 habitatges principals, 42 estaven ocupats pels seus propietaris, 11 estaven llogats i ocupats pels llogaters i 1 estava cedit a títol gratuït; 1 tenia dues cambres, 5 en tenien tres, 13 en tenien quatre i 35 en tenien cinc o més. 38 habitatges disposaven pel capbaix d'una plaça de pàrquing. A 27 habitatges hi havia un automòbil i a 27 n'hi havia dos o més.

### Piràmide de població
La piràmide de població per edats i sexe el 2009 era:
| Homes | Edats   | Dones |
| ----- | ------- | ----- |
| 0     | 95 o +  | 0     |
| 0     | 90 a 94 | 0     |
| 0     | 85 a 89 | 0     |
| 0     | 80 a 84 | 0     |
| 8     | 75 a 79 | 0     |
| 0     | 70 a 74 | 4     |
| 0     | 65 a 69 | 0     |
| 0     | 60 a 64 | 0     |
| 8     | 55 a 59 | 4     |
| 4     | 50 a 54 | 0     |
| 8     | 45 a 49 | 12    |
| 12    | 40 a 44 | 4     |
| 0     | 35 a 39 | 8     |
| 4     | 30 a 34 | 0     |
| 8     | 25 a 29 | 12    |
| 0     | 20 a 24 | 0     |
| 4     | 15 a 19 | 12    |
| 8     | 10 a 14 | 8     |
| 4     | 5 a 9   | 0     |
| 0     | 0 a 4   | 4     |

## Economia
El 2007 la població en edat de treballar era de 90 persones, 57 eren actives i 33 eren inactives. De les 57 persones actives 52 estaven ocupades (29 homes i 23 dones) i 5 estaven aturades (3 homes i 2 dones). De les 33 persones inactives 8 estaven jubilades, 8 estaven estudiant i 17 estaven classificades com a «altres inactius».

### Ingressos
El 2009 a La Hallotière hi havia 61 unitats fiscals que integraven 150 persones, la mediana anual d'ingressos fiscals per persona era de 14.812 €.

### Activitats econòmiques
Dels 4 establiments que hi havia el 2007, 1 era d'una empresa de construcció, 1 d'una empresa de transport, 1 d'una entitat de l'administració pública i 1 d'una empresa classificada com a «altres activitats de serveis».
L'únic servei als particulars que hi havia el 2009 era un electricista.
L'any 2000 a La Hallotière hi havia 9 explotacions agrícoles.

## Equipaments sanitaris i escolars
El 2009 hi havia una escola elemental integrada dins d'un grup escolar amb les comunes properes formant una escola dispersa.

## Poblacions més properes
El següent diagrama mostra les poblacions més properes.